# Huygens-Okular
Das Huygenssche Okular wurde im 17. Jahrhundert vom niederländischen Astronom, Mathematiker und Physiker Christiaan Huygens entwickelt und ist somit eines der ältesten Linsensysteme. Huygens’ optische Berechnungen hatten gezeigt, dass durch eine Aufteilung der damals üblichen plankonvexen einzelnen Okular-Linse in zwei Einzellinsen die Farbfehler (chromatische Aberration) im achsnahen Bereich der Linse sowie sphärische Aberrationen und der Astigmatismus verringert werden konnten.

## Historische Entwicklung
Christiaan Huygens begann im Jahre 1653 sich für die Theorie der Linsen zu interessieren, woraufhin sich sein ihm nahestehender Bruder Constantijn Huygens seinem Vorhaben anschloss und sie sich gemeinsam die Kunst des Linsenschleifens aneigneten, um Linsen, Linsensysteme sowie Teleskope herstellen zu können. Die Ergebnisse der geschliffenen Linsen waren anfänglich gut bis hin zu einer exzellenten Schleiftechnik, die zu dieser Zeit schon maschinell unterstützt wurde.
Huygens’ Theorie, welche die Regeln für das Verhältnis zwischen Form der Linse und dem Maß der Aberration herleitete, war zu seiner Zeit mehr als außergewöhnlich. Diese war die Basis für die Entwicklung seiner Linsen, Linsensysteme und den damit verbundenen Teleskopen sowie Mikroskopen.

Huygens gelang es 1662 durch unzählige praktische Versuche, ein Okular herzustellen, von dem er anfänglich – trotz Fehlern wie Farbsäumen am Rand – in seinen Aufzeichnungen schlussfolgerte, dieses nicht weiter verbessern zu können. 
„Wir geben hier, wenn auch nicht die beste Kombination aller Linsen, deren Erkundung lange dauern würde und vielleicht unmöglich sein könnte, so doch eine, die durch die Erfahrung sich als tauglich erwiesen hat.“
Aus theoretischer Sicht näherte er sich ebenfalls der Entwicklung des Okulars. Im Jahr 1666 ging Huygens davon aus, die optimale Kombination eines konvexen Objektivs, zusammen mit einem konkaven Okular berechnet zu haben, um sphärische Aberrationen aufzuheben. Huygens beauftragte seinen Bruder seine optischen Berechnungen praktisch umzusetzen und ihm diese geschliffenen Linsen zukommen zu lassen. Die Anfertigungen entsprachen jedoch nicht Christiaan Huygens’ Vorstellungen, da trotz vermeintlich richtigen Berechnungen, Aberrationen das optische Bild störten. Er hinterfragte seine Theorie der gefertigten Linsen nicht, sondern suchte den Grund bei der nicht ganz korrekten Ausführung der Schleifung durch seinen Bruder und schlussfolgerte auf Grund dessen den Misserfolg.
Drei Jahre später, am 1. Februar 1669 gelang es ihm schlussendlich eine Konfiguration zweier Linsen, welche die störenden Farben (sphärischen Aberrationen) aufhob und das sogenannte Huygensche-Okular konnte in Teleskopen sowie Mikroskopen Verwendung finden.

## Aufbau

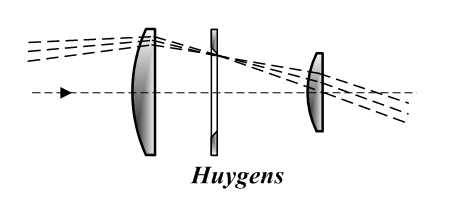
Huygenssches Okular

Das Huygenssche Okular setzte sich aus zwei plankonvexen Linsen, bestehend aus der gleichen Glasart zusammen, die durch eine Luftschicht voneinander getrennt sind. Die planen Seiten der Linsen sind hierbei auf das Auge gerichtet. Die größere der beiden Linsen wird als Feldlinse (oder Kollektivlinse), die kleinere als Augenlinse, welche wie eine Lupe wirkt, bezeichnet.
Durch eine bestimmte Anordnung kann die chromatische Vergrößerungsdifferenz behoben werden. Diese Platzierung der beiden Linsen impliziert, dass die Brennweite der Feldlinse dreimal so groß wie die der Augenlinse sein muss und der Abstand sich auf die doppelte Brennweite der Augenlinse beläuft. Diese Okularkonstruktion wies immer noch Farbsäume auf, jedoch gelang es Christiaan Huygens mit seiner Konstruktion die sphärischen Aberrationen, der Astigmatismus und die Verzerrungen zu verringern. Das Huygensche Okular kann mitunter, gestützt durch die Verwendung bis heute, als die wichtigste Verbesserung des Okulars im 17. Jahrhundert bezeichnet werden.
Die Brennebene liegt zwischen den Linsen. Wenn die Linsen aus Material mit identischen Brechungsindizes hergestellt wurden und das System mit einem ruhenden Auge als Teleskop für die Beobachtung eines (annähernd) unendlich weit entfernten Objektes genutzt wird, kann der ideale (farbfehlerärmste) Abstand der Linsen wie folgt berechnet werden:
{\displaystyle d={\frac {f_{A}+f_{B}}{2}}}
hierbei sind {\displaystyle f_{A}} und {\displaystyle f_{B}} die Brennweiten der beiden Linsen.

## Heutige Verwendung
Das optische Design des Huygens-Okulars gilt heute als überholt, da man das Auge sehr dicht ans Okular führen muss. Auch lässt es nur ein kleines Gesichtsfeld zu, hat eine hohe Bildverzerrung (besonders bei Teleskopen mit kleiner Brennweite) und noch restliche Farbfehler. Dennoch werden die Okulare bis heute in billigen Teleskopen und Mikroskopen verwendet, da die Herstellung vergleichsweise günstig ist. Auch in der Optik wird dieses Linsensystem noch als Beispiel für ein sehr einfaches, zusammengesetztes Objektiv verwendet.
Der größte Vorteil des Huygensschen Okulars zeigt sich bei der Sonnenbeobachtung mit der Projektionsmethode. Denn die einzelnen Linsen sind nicht miteinander verklebt, weshalb das System auch durch intensives Sonnenlicht kaum beschädigt werden kann. Die Gefahr bei anderen Systemen besteht vor allem darin, dass sich der Kitt zwischen den Linsen (Kanadabalsam) überhitzt und dann auflöst, Schlieren bildet oder gar zu brennen beginnt.
Eine Weiterentwicklung des Systems ist das Kellner-Okular oder das Mittenzwey-Okular, welches statt der plankonvexen Linsen zwei Menisken (konkav-konvex) besitzt und dadurch ein größeres Gesichtsfeld aufweist, was sich auf bis zu 50° beläuft.